# 크라이나 세르브인 자치주
크라이나 세르비아인 자치주(세르보크로아트어: Srpska autonomna oblast Krajina, Српска аутономна област Крајина) 또는 SAO 크라이나 (САО Крајина)는 현대의 크로아티아, 당시의 유고슬라비아 크로아티아 사회주의 공화국 내에 수립되었던 자칭 세르비아인 자치주이다. 이 자치주의 영토는 1990년 10월 자치를 선포한 크로아티아 내에서 세르브인이 다수 거주하는 지방으로 구성되어 있다. 이 자치주는 원래 SAO 크닌스카 크라이나(세르보크로아트어: Srpska autonomna oblast Kninska krajina, Српска аутономна област Книнска крајина)라는 이름으로 자치를 선포하였으나 인접한 세르브계 다수 지역이 포함되면서 SAO 크라이나로 명칭을 바꿨다. 1991년 SAO 크라이나는 세르비아 크라이나 공화국을 선포하면서 크로아티아 내의 또 다른 2개 세르브인 자치주(SAO)인 SAO 서슬라보니아와 SAO 동슬라보니아, 바라냐 및 서시르미아를 흡수 합병했다.

## 역사
최초의 다당제 선거인 1990년 크로아티아 총선에서 사회주의 정권이 패배하고 민족주의 성향의 크로아티아 민주연합이 압승하자 크로아티아 내 민족 갈등이 심화되기 시작했다. 크로아티아 대통령 프라뇨 투지만은 유고슬라비아에서 탈퇴할 계획을 구상하고 있었으므로 이에 반대하는 세르브계 정치 지도자들이 모여 크닌 도시 주변에 자치주를 세웠다. 처음에는 SAO 크닌스카 크라이나로 명명했지만, 나중에 북부 달마티아와 리카가 자치주에 가입하면서 1990년 12월 SAO 크라이나로 개명했다.
1990년 12월에는 SAO 크닌스카 크라이나가 북달마티아와 리카 지역도 포괄하였다. 자치주를 선포한 지역 내 자치단체들은 세르비아 국가의회를 비롯한 여러 독립 정부 기관을 세우기 시작하였다. 당초 프라뇨 투지만은 민주적이고 분권적인 개혁을 거쳐 크로아티아를 유고슬라비아 내에 속한 하나의 국민 국가로 세우기로 했었다. 하지만 이것이 불가능해지면서 크로아티아는 독립하기로 결심하였으나 베오그라드 제안에서 계획된 미니 유고슬라비아에 남기로 하였다. 1991년 2월 28일에는 자치주로써 SAO 크라이나를 공식적으로 선포하였다. 또한 크로아티아가 유고슬라비아에서 독립하러 할 경우 크로아티아에서 SAO 크라이나가 독립할 것이라고 발표하였다.
1991년 3월 16일, 세르비아 국가의회는 크로아티아로부터 독립을 선포했다. 1991년 5월 12일 국민 투표에서 세르비아와의 병합에 99%가 찬성했다는 결과가 발표되었다. 이후 크라이나 의회는 "SAO 크라이나의 영토는 세르비아 공화국의 통일 영토의 일부를 구성한"다고 선포했다.
이후 크라이나 세르비아인과 크로아트인 간의 분쟁이 시작되었다. 슬로베니아와 크로아티아가 독립을 선포하자 결국 유고슬라비아 인민군(JNA)의 도움을 받아 SAO 동슬라보니아, 바라냐 및 서시르미아, SAO 서슬라보니아 등으로 세르브계 점령 지역을 확대하면서 충돌이 폭발적으로 확대되었다. 크로아티아 독립 전쟁 초기인 이 시점에서 세르브계가 장악한 지역은 크로아티아 영토의 1/3에 달했다.
1991년 12월 19일, SAO 크라이나의 대통령인 밀란 바비치와 SAO 동슬라보니아, 바라냐 및 서시르미아의 대통령인 고란 하지치간 회담을 거쳐 두 개의 SAO가 세르비아 크라이나 공화국(RSK)이라는 이름의 하나의 세르브계 국가로 합병되었다. 1992년 2월 세르비아 크라이나 공화국은 독립을 선포했다. 세르비아 크라이나 공화국은 1995년 8월 5일 크로아티아군이 모든 크라이나 영토를 점령하면서 멸망하였다.

## 같이 보기
- 크로아티아 독립 전쟁
- 유고슬라비아 해체
- 세르비아 크라이나 공화국
- 세르브인 자치주 (SAO)
- 크닌스카 크라이나
- SAO 서슬라보니아
- SAO 동슬라보니아, 바라냐 및 서시르미아
- 크로아티아 사회주의 공화국